# Хоффман, Мартин
Ма́ртин Хо́ффман (нем. Martin Hoffmann; род. 22 марта 1955, Гоммерн, ГДР) — восточногерманский футболист, нападающий, после завершения карьеры — футбольный тренер.

## Карьера

### Клубная
Мартин Хоффман 7 лет занимался в футбольной школе «Активиста» из Гоммерна, после чего, в 1968 году попал в школу «Магдебурга». В 1972 году он начал играть за дублирующий состав команды, а дебют в первой команде пришёлся на 16 июня 1973 года. В том матче «Магдебург» одержал домашнюю победу над «Висмутом» (Ауэ) со счётом 3:0, один из мячей забил Хоффман. До конца чемпионата оставалось ещё два матча, Хоффман принял участие в обоих и в каждом забил по мячу. Начиная со следующего сезона, Мартин Хоффман стал основным нападающим «Магдебурга».
Сезон 1973/74 стал для «Магдебурга» очень успешным: команда не только стала чемпионом ГДР, но и выиграла Кубок обладателей кубков. В финальном матче, состоявшемся 8 мая 1974 года на стадионе «Фейеноорд» в Роттердаме, со счётом 2:0 был побеждён «Милан». Эта победа так и осталась единственной для восточногерманских клубов в еврокубках. В следующем году Хоффман вновь помог «Магдебургу» выиграть чемпионский титул, но продолжения еврокубкового триумфа не последовало: уже во втором раунде розыгрыша Кубка европейских чемпионов команда уступила мюнхенской «Баварии». Помимо двух чемпионств, Мартин Хоффман трижды выигрывал в составе «Магдебурга» Кубок ГДР.
В начале 1982 года Мартин Хоффман получил серьёзную травму колена и на полгода выбыл из строя, после чего уже не мог играть в полную силу. Свой последний сезон 1984/85 Хоффман провёл на позиции защитника. Всего в Оберлиге ГДР Мартин Хоффман провёл 256 матчей, в которых забил 78 мячей; в Кубке страны — 41 матч и 12 мячей; 43 матча, 13 забитых мячей в еврокубках.

### В сборной
Первый вызов в сборную ГДР Мартин Хоффман получил в 18 лет, дебютировав 21 ноября 1973 года в товарищеской встрече со сборной Венгрии. Хотя Хоффман не играл в отборочных матчах, он попал в заявку на чемпионат мира-1974, был самым молодым в сборной ГДР. На турнире он сыграл во всех шести матчах команды, 18 июня забил в ворота сборной Чили свой первый мяч за национальную команду.
Западногерманский чемпионат мира остался единственным крупным турниром для сборной ГДР, хотя она имела очень хорошие шансы на попадание в финальные турниры чемпионата Европы-1976, чемпионат мира-1978 и чемпионата Европы-1980. 12 октября 1974 года Хоффман открыл счёт в матче против сборной Исландии, но вскоре исландцы отыгрались, и встреча завершилась вничью. Эта ничья оказалась для восточных немцев роковой: в отборочной группе они на одно очко отстали от сборной Бельгии (имея преимущество по результатам личных встреч) и уступили ей место в четвертьфинале ЧЕ-1976. В отборочном турнире ЧМ-1978 ГДР подвела домашняя ничья со сборной Турции (Хоффман в том матче не участвовал), а в отборе на ЧЕ-1980 всё решила очная встреча между сборными ГДР и Нидерландов. 21 ноября 1979 года в Лейпциге, в присутствии 90 тысяч зрителей восточные немцы уступили со счётом 2:3, хотя по ходу матча вели в два мяча. Мартин Хоффман играл и в отборочном турнире чемпионата мира-1982, а последним его матчем за сборную стал товарищеский поединок со сборной Кубы 19 мая 1981 года. Всего за сборную ГДР Мартин Хоффман провёл 62 матча, забил 15 мячей.
Помимо первой сборной, Хоффман успешно играл и за олимпийскую команду, став в её составе чемпионом XXI Летних Олимпийских игр. На олимпийском турнире Мартин Хоффман провёл 5 матчей, а его гол в ворота сборной Польши в финале оказался победным.

### Тренерская
Ещё в бытность игроком Хоффман получил диплом тренера, после завершения игровой карьеры стал тренером. С 1988 по 1994 год он работал с молодёжным составом «Магдебурга», затем с августа 1994 до февраля 1996 года возглавлял первую команду. В сезоне 1996/97 тренировал клуб «Пархимер», покинул команду по обоюдному согласию сторон. Позже снова работал в «Магдебурге», как с молодёжным составом, так и с основной командой.

## Достижения
- Олимпийский чемпион: 1976
- Чемпион ГДР (2): 1973/74, 1974/75
- Обладатель Кубка обладателей кубков УЕФА: 1973/74
- Обладатель Кубка ГДР (3): 1977/78, 1978/79, 1982/83